# Río Pudio
El río Pudio, también llamado Riopudio y Río-Pudio, es un afluente del río Guadalquivir que transcurre por la comarca del Aljarafe.

## Cauce del río y características de su cuenca
Este río recorre la comarca del Aljarafe de norte a sur con una longitud de unos 22 km desde su nacimiento en Olivares (en el paraje de Heliche) hasta Coria del Río, donde acaba su curso en el Guadalquivir. Pasa por los municipios de Olivares, Salteras, Espartinas, Bormujos, Bollullos de la Mitación, Almensilla, Palomares del Río y, por último, Coria del Río.
Es poco caudaloso pero extenso. Su cuenca incluye algunos afluentes: Sequillo, Valencinilla, Bormujos y Ugena o Liso.
De los diversos puentes que lo atraviesan el más antiguo corresponde al del cordel de Triana-Villamanrique (entre Bollullos de la Mitación y Mairena del Aljarafe) conocido en la zona como el "Puente Romano".
La desembocadura del Río Pudio en el Guadalquivir se producía a principios del siglo XX a la altura del límite del término municipal de Coria del Río con el de la vecina Puebla del Río. En efecto, tras pasar por debajo de un puentecito de la carretera de Coria del Río a la Puebla del Río, el cauce  giraba a la derecha, discurríendo paralelo al del Guadalquivir por espacio de unos 900 m . En 1944 para evitar las riadas y favorecer el desagüe del río se acortó su trayecto para que se dirigiese derecho hasta el Guadalquivir mediante una corta de unos 300m. En 1985 se construyó un canal de hormigón con muros de unos tres metros a ambos lados desde su ingreso en el casco urbano de Coria hasta su desembocadura, donde se ha indicado, para evitar desbordamientos. 
Por un largo trecho, paralelo al cauce del Riopudio discurre la cañada real de Las Islas, un importante vía usada antiguamente por el ganado trashumante para comunicar los pastos de verano de la Meseta con los de invierno de Isla Mayor, en las marismas del Guadalquivir. Esta cañada entra por el tajo entre Salteras y Valencina de la Concepción, discurriendo de continuo a menos de 100-200 metros del Riopudio, hasta separarse de él en Coria para dirigirse por los pinares de Puebla del Río y Aznalcázar hasta Isla Mayor.
En los márgenes del Riopudio predomina el uso agrícola (sobre todo para el olivar). También tiene un papel ecológico. Su ribera posee álamos, eucaliptos, carrizales y otros árboles y arbustos. Existen caminos rurales para recorrer esta ribera.